# Nikola Moro
Nikola Moro (ur. 12 marca 1998 w Splicie) – chorwacki piłkarz grający na pozycji pomocnika w klubie Bologna FC 1909, do którego jest wypożyczony z Dinama Moskwa.

## Życiorys
W czasach juniorskich trenował w NK Solin i Dinamie Zagrzeb. W 2016 roku został włączony do pierwszego składu Dinama. W rozgrywkach Prvej hrvatskiej nogometnej ligi zadebiutował 14 maja 2016 w wygranym 4:0 meczu z NK Lokomotiva Zagrzeb. Wraz z Dinamem czterokrotnie zdobył mistrzostwo kraju (2016, 2018–2020) i dwukrotnie krajowy puchar (2016, 2018). 17 sierpnia 2020 odszedł za 8,5 miliona euro do rosyjskiego Dinama Moskwa. W Priemjer-Lidze zagrał po raz pierwszy 2 dni później w wygranym 2:0 spotkaniu z FK Rostów. Do gry wszedł w 69. minucie, zastępując Daniiła Fomina.